# Johann Samuel Mock

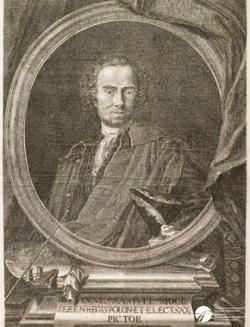
Porträt des Johann Samuel Mock aus dem 18. Jahrhundert

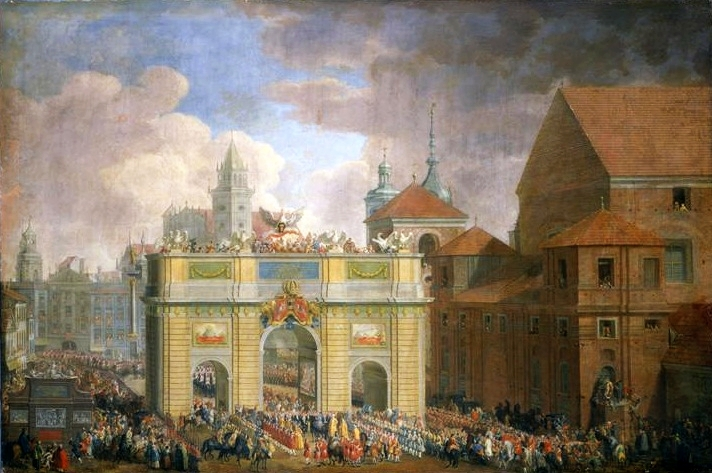
Triumphbogen für August III. Wettin in Warschau 1734

Johann Samuel Mock (* um 1687; † 4. Juni 1737 in Warschau) war ein deutscher Maler des Spätbarocks und Rokoko, der vor allem am Hof August III. Wettin in Warschau wirkte.

## Leben und Werk
Er stammte aus Sachsen und wirkte zunächst am Kurfürstenhof der Wettiner in Dresden. 1723 kam er nach Warschau, dessen Bürgerrecht er erwarb und zum katholischen Glauben konvertierte. Ab 1731 wirkte er am Warschauer Königshof. Er heiratete Barbara Sacres, mit der er drei Töchter hatte. Er malte zahlreiche Portraits, unter anderem vom August dem Starken und seiner Mätresse Katharina von Altenbockum, Stadtansichten von Warschau, Genremalerei, Theaterdekorationen, historische Ereignisse etc. Das ihm zugeschriebene Gemälde des Hauptaltars der Warschauer Heilig-Kreuz-Basilika wurde im Zweiten Weltkrieg zerstört.
Zu seinen Schülern zählten Johann Benedikt Hoffmann der Jüngere und Łukasz Smuglewicz.